# 蠔涌車公廟
22°21′20″N 114°15′02″E / 22.35556°N 114.25056°E

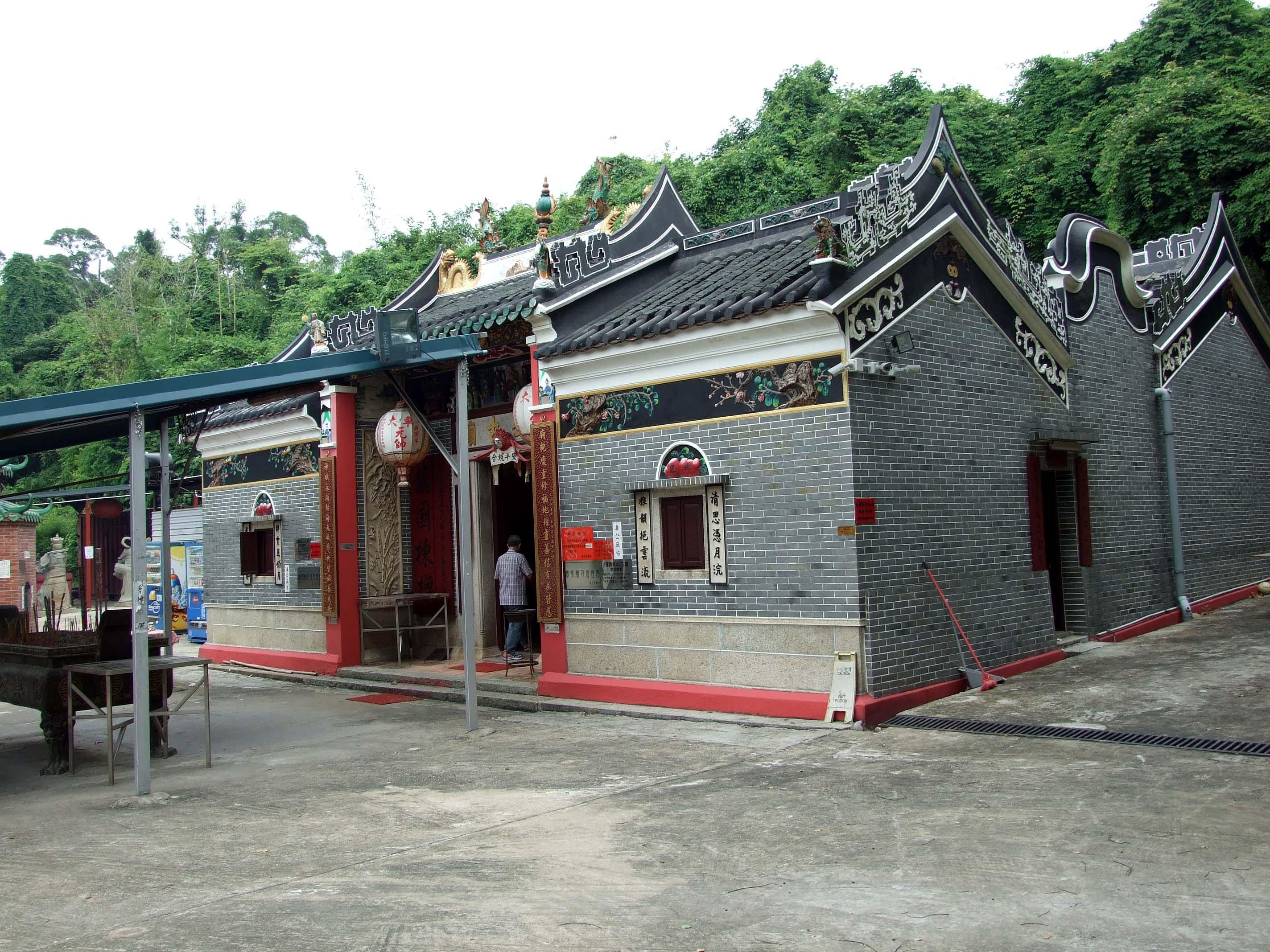
蠔涌車公廟

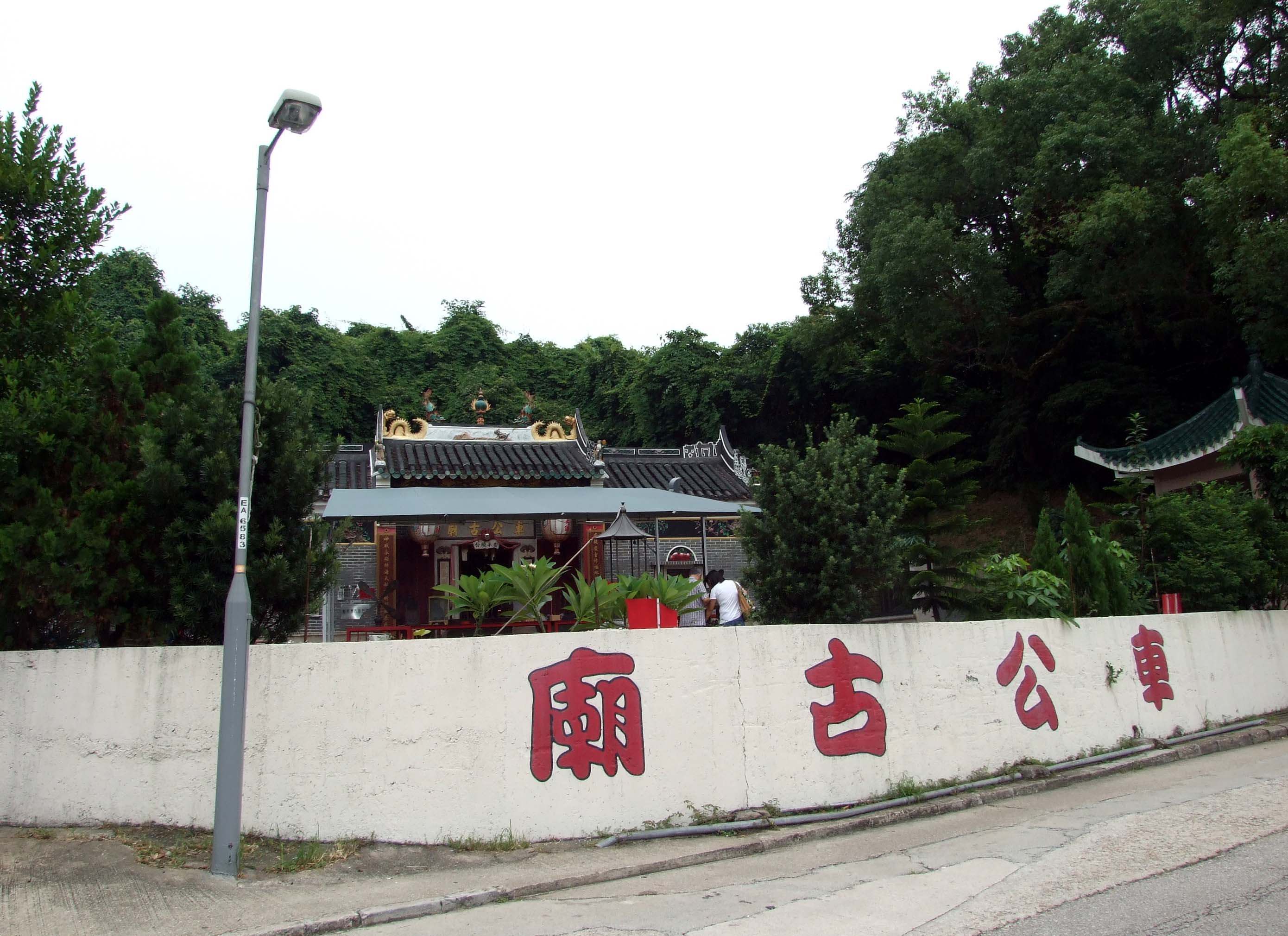
位於蠔涌村的蠔涌車公廟

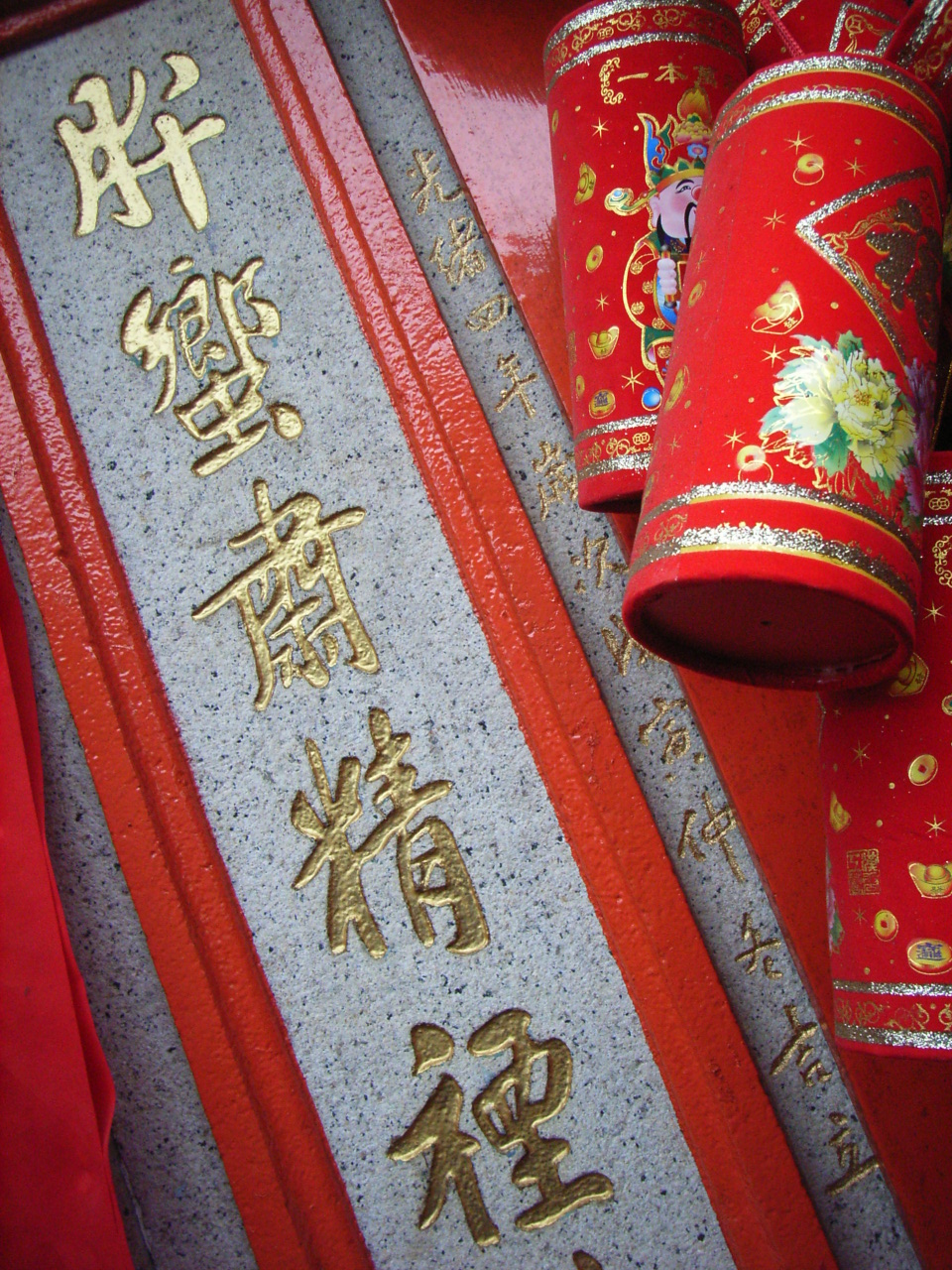
如圖，此古廟牌立於光緒四年歲次戊寅仲冬

蠔涌車公廟，又名車公古廟，是香港新界西貢區蠔涌的一座廟宇，位於蠔涌河及蠔涌路以北，蠔涌新村以東，亞洲電視前蠔涌廠房以東。
西貢蠔涌車公廟已有差不多五百年歷史，車公廟的選址及建築佈局甚佳，前臨涌澗，背向風水林，也保留了傳統的建築設計。相傳，車公是宋朝（公元960至1279年）一位大元帥，曾平定華南一場叛亂。南宋末年，宋帝昺南下避難，車大元帥一直護駕皇帝來到香港，並在西貢駐守。後來獲道教奉為神明，重立廟供奉。

## 簡介
蠔涌車公廟主要供奉車公，他是宋朝的大將軍，曾經平定華南某場戰爭叛亂，蒙古滅宋，車公追隨宋帝昺到香港，途中病逝。故受到當地鄉民的紀念與奉祀，道教人士奉之為神靈。此車公廟有470多年歷史，與沙田車公廟的設立時間相距約200年，目前此廟已被列為香港一級歷史建築。
車公廟的設立，與蠔涌村及附近的地貌有著密切的關係；蠔涌村一帶有五座山頭，包括莫遮輋上面的「落山虎」、大藍湖、界咸、百花林及回頭虎，堪輿家認為，這是「五虎下堂」的陣勢，煞氣極大，對蠔涌村居民不利；幸好對面有一座小山岡名為「豬山」，阻塞著「落山虎」，村民才得以倖免。
南宋末年，帝昺的元帥車公南下來港，駐守西貢，村民每有患病，一經他診斷，必能妙手回春。車公百年後，村民為了紀念車公的功德及想藉著他的威名鎮壓這幾頭「畜牲」，遂建置了蠔涌車公廟。

### 白馬傳奇
車公廟建成後，有村民認為車大元帥為大將軍但無座騎，不成體統。於是，集資為車公購買了一隻白石馬，放於廟外。自此，怪事發生了。
蠔涌村原本年年豐收，果實纍纍，但自放白石馬於廟外後，縱使禾穗長得很好，但收割時則穀內無粒米，全村居民都遇到同樣情況。此外，居民每早下田工作時，都發現稻田裡的禾穗東歪西倒，凌亂不堪，泥土上還留下野獸的足跡。更嚴重的是，這樣的怪事不只發生了一年，而是連續三年都同樣出現，居民無不嘖嘖稱奇。
後來，村民請了一位堪輿師到來勘察，認為這是白石馬成精作祟，導致農作物失收及遭踐踏；於是，村民決定採取「行動」。
村民合力把白石馬拆下來，埋在廟門外的空地下，並在地下放置了一個香爐躉作「鎮壓」。自此，蠔涌村回復太平，五穀豐收。
或言這只是一個民間故事，並不足信；但多年前，一位對該事件感興趣的學者，有意把白石馬發掘出來，尋找真相，於是特意找來雷達探測器尋找白石馬被埋的位置；當時位置已確定了、準備動手之際，由於村民的反對而作罷。

### 沙田車公
據說明末崇禎年間，新界各地突然疫症流行。當地鄉民認為車大元帥能治病，有除瘟救難之力，因此向車公祈求疫症停止。當時本廟奉祀車公祖孫三代神像，沙田村民原先希望請車公到沙田救災，但蠔涌的父老不同意，只答應由「車公的孫兒」到沙田供奉，於是建造了沙田車公廟。

## 歷史
蠔涌車公廟建於明代，約於1540年代興建。

## 相關
- 沙田車公廟

- 深圳車公廟： 深圳地鐵有車公廟站，深圳車公廟的歷史待攷，但當地确有一廟，為新的建筑，而廟內供奉關帝觀音。

## 外部參考
- 蠔涌車公廟
- 蠔涌車公廟地圖 （页面存档备份，存于）
- 西貢旅遊網
- 福山堂 車公廟 （页面存档备份，存于）